# Moment (Dark Tranquillity)
Moment è il dodicesimo album in studio dei Dark Tranquillity, pubblicato nel 2020 dalla Century Media Records.

## Tracce
1. Phantom Days – 3:59
2. Transient – 4:11
3. Identical to None – 3:41
4. The Dark Unbroken – 4:54
5. Remain in the Unknown – 4:40
6. Standstill – 4:11
7. Ego Deception – 4:21
8. A Drawn Out Exit – 4:01
9. Eyes of the World – 3:50
10. Failstate – 3:21
11. Empires Lost to Time – 4:10
12. In Truth Divided – 4:41

CD Bonus nell'edizione a 2 CD
1. Silence As a Force – 3:26
2. Time in Relativity – 3:53

## Formazione
Gruppo
- Mikael Stanne - voce
- Johan Reinholdz - chitarra
- Anders Iwers - basso
- Anders Jivarp - batteria
- Martin Brändström - tastiere
- Christopher Amott - chitarra